# فوكس (ملابس)
فوكس (بالإنجليزية: Fox)‏ (بالعبرية: פוקס) هي شركة وعلامة تجارية (ماركة) إسرائيلية للملابس الرجالية والنسائية وللاطفال. تأسست في 1942. يقع مقرها في منطقة تل أبيب. لها العشرات من المراكز ونقاط البيع في إسرائيل. ولها عدة افرع في مختلف انحاء العالم.

## وصلات خارجية
- الموقع الإلكتروني